# The Razors Edge
The Razors Edge är ett musikalbum av den australiska hårdrockgruppen AC/DC, utgivet 21 september 1990. Det var gruppens första och enda studioalbum med trummisen Chris Slade.
"Thunderstruck" och "Moneytalks" hör till de mest kända låtarna från albumet, som nådde andraplatsen på albumlistan i USA och fjärdeplatsen i Storbritannien.

## Låtlista
Samtliga låtar är skrivna av Angus Young och Malcolm Young. Detta är det första album utan texter av Brian Johnson sedan han börjat i bandet.
1. "Thunderstruck" - 4:52
2. "Fire Your Guns" - 2:53
3. "Moneytalks" - 3:45
4. "The Razors Edge" - 4:22
5. "Mistress for Christmas" - 3:59
6. "Rock Your Heart Out" - 4:06
7. "Are You Ready" - 4:10
8. "Got You by the Balls" - 4:30
9. "Shot of Love" - 3:56
10. "Let's Make It" - 3:32
11. "Goodbye & Good Riddance to Bad Luck" - 3:13
12. "If You Dare" - 3:18

## Medverkande
- Brian Johnson - Sång
- Angus Young - Sologitarr
- Malcolm Young - Kompgitarr, bakgrundssång
- Cliff Williams - Elbas, bakgrundssång
- Chris Slade - Trummor